# Edward Hobson
Edward Hobson (1782-1830) fue un botánico, y taxónomo británico.
Asociado con la Escuela de Mánchester de Botánica, representado por John Horsefield y Richard Buxton. Su especialidad era el estudio de briología y un resultado de ello fue la publicación de su colección de dos volúmenes de muestras prensadas y secas A Collection of Specimens of British Mosses and Hepaticae ("Una colección de muestras de musgos británicos y hepáticas), entre 1818 y 1822. Este estudio sirvió como compañero al libro de 1818,  Muscologia Britannica: contiene los musgos de Gran Bretaña e Irlanda  que fue producido por William Jackson Hooker y Thomas Taylor , de quien recibió el estímulo de Buxton.
- La abreviatura «Hobson» se emplea para indicar a Edward Hobson como autoridad en la descripción y clasificación científica de los vegetales.[2]